# Zalium
Zalium è un marchio del gioielliere Harry Winston utilizzato per descrivere una lega di alluminio e zirconio nella serie di orologi Project Z. Una lega a base di zirconio è utilizzata anche in ingegneria aeronautica, vanta proprietà non allergeniche e un'estrema resistenza alla corrosione, caratteristiche che la rendono ideale per le casse di orologi. Il metallo ultraleggero è noto per la sua brillante finitura color canna di fucile.